# Tricheurois
Tricheurois é um gênero de traça pertencente à família Arctiidae.